# Štanjel

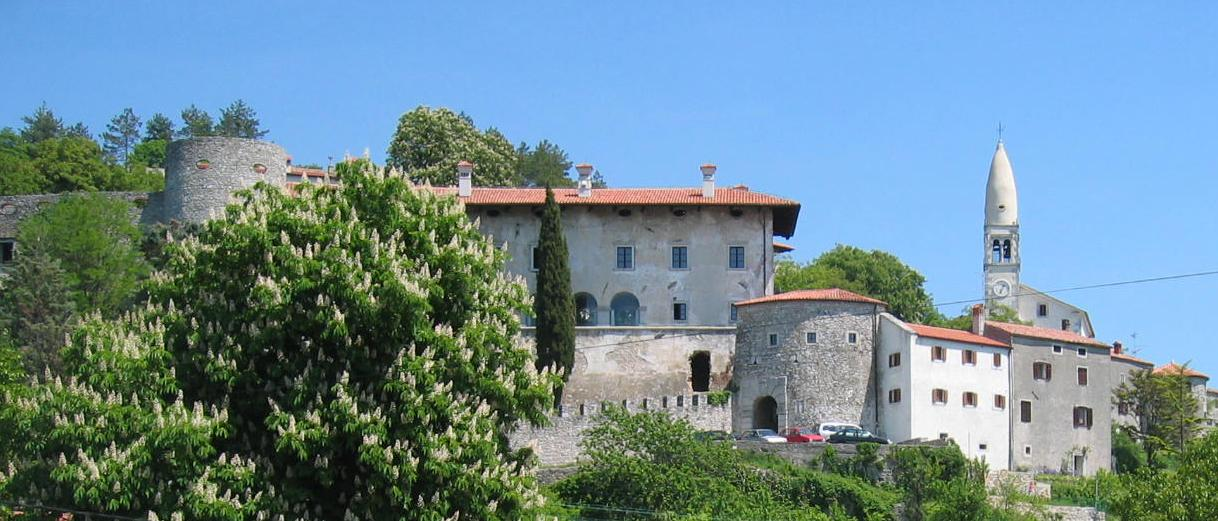
Panorámica

Štanjel es una pintoresca población carsa en el municipio de Komen, Eslovenia. Se encuentra en el litoral esloveno (Primorska), en la región de Nova Gorica. 

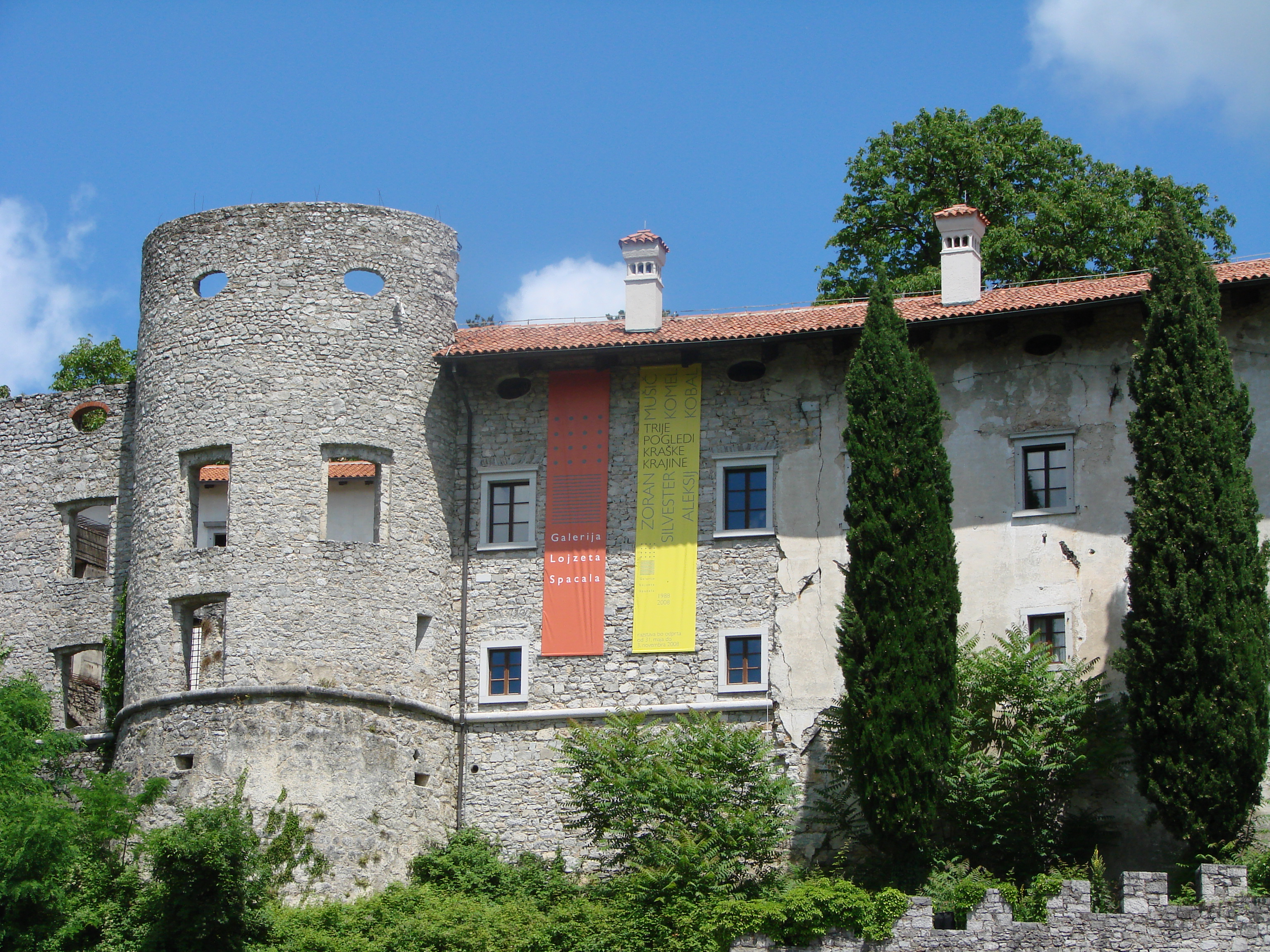
Castillo de Štanjel y galería de Lojze Spacal

Su término municipal está organizado en forma de terrazas hacia el pico de la colina Turn de 363 m de altitud. La principal característica de la localidad es su diseño de calles estrechas con casas de piedra que contienen diversos elementos de cantería. Cuenta una población de alrededor de 340 habitantes en 2002.

## Historia

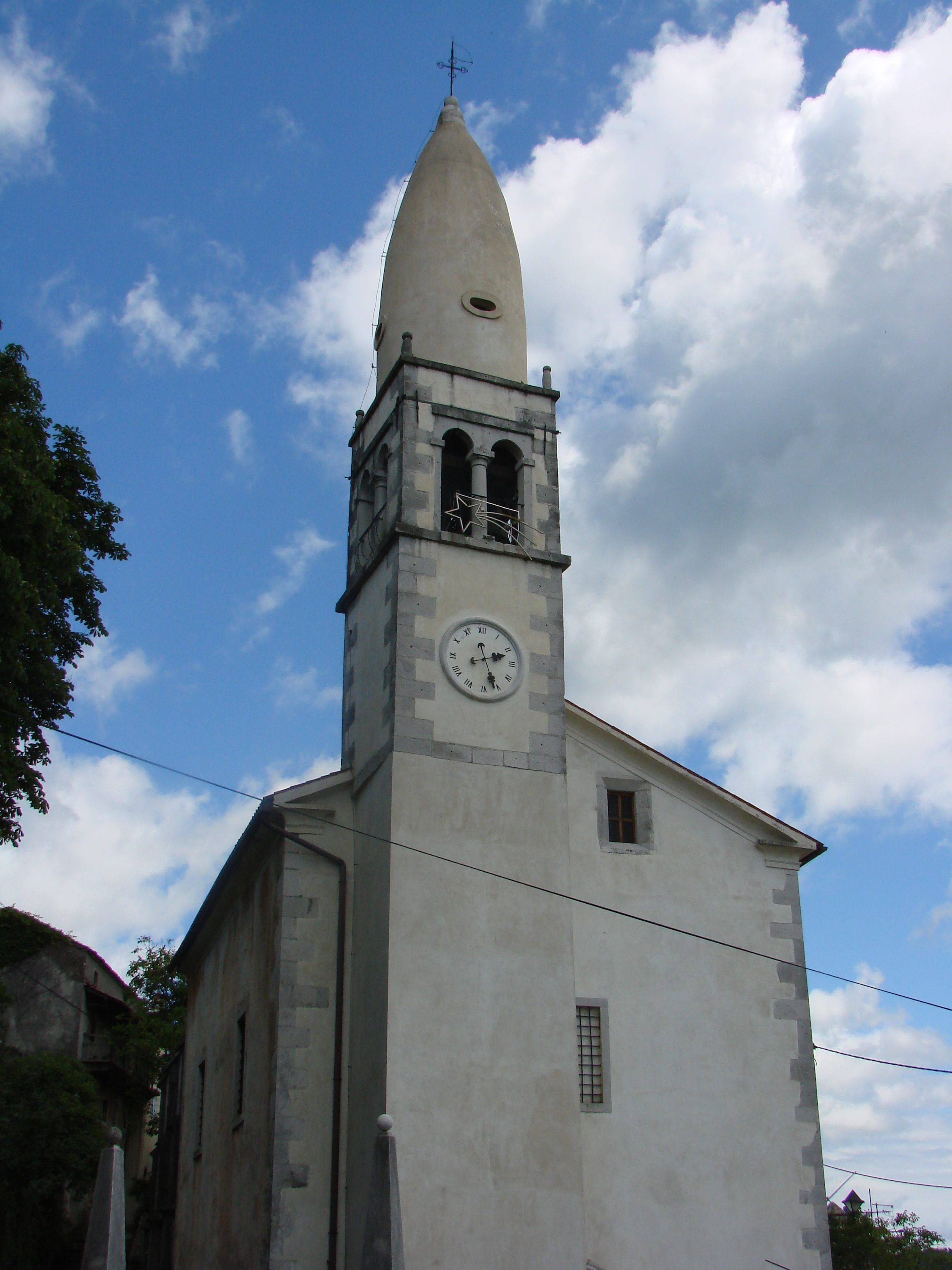
Iglesia de San Daniel

Debido a su buena posición tráfico-geográfica y estratégica, Štanjel fue importante desde la Edad del Hierro juvenil hasta hoy. La población ha gozado del mayor florecimiento en la era románica cuando se extendía por el bosquecillo contra el pico de Turn. La colina fue fortificada nuevamente en el siglo XI - siglo XII. – Aún hoy se ven las ruinas de la torre en el pico de la colina Turn.
Hay michísimos elementos góticos que demuestran que la localidad había logrado ya entonces la amplitud de hoy. Los restos del castillo se remontan a la Edad Media pero solo al final de siglo XVII los condes Cobenzli les han dado la imagen definitiva. Por causa de las invasiones turcas Štanjel fue protegido con una  muralla al final del siglo XV.

## Patrimonio
- El Castillo de Štanjel
- Ledenica o bien Gledanica, punto más elevado de la colina Turn, donde están los restos de la torre defensiva románica.
- Galería de Lojze Spacal, un pintor y gráfico famoso (en el castillo)
- Iglesia de San Daniel del gótico tardío, con un campanario típico en forma de limón del aňo 1609
- La torre en la puerta o bien Torre de Kobdilj con una galería (la segunda torre de entrada a Štanjel)
- La casa carsa (casa típica de carso) es el edificio más viejo (una casa romance) que refleja las características arquitectónicas de las primeras casas carsas que fueron edificadas en la era románica y gótica. En la planta está la parte económica y en el primer piso están el dormitorio y la cocina. Sobre la casa están conservados las goteras de piedra por las cuales se fluía agua pluvial en el pozo aldeano vecino. En esa esta una exposición etnológica.
- El jardín de Ferrari es un jardín de Maks Fabiani arreglado por el dr. Enrico Ferrari. Es el parque más importante entre ambas guerras, y está incluido en los monumentos de significado nacional; hoy día tiene un estatus de parque regional.
- El camino de Fabiani es un sendero circular entre Štanjelom y Kobdilj.
- El cementerio militar austro-húngaro en la parte baja del pueblo.

## Habitantes famosos
- Maks Fabiani, arquitecto y urbanista del siglo XIX.